# Томас Забіцер
Томас Забіцер (нім. Thomas Sabitzer, нар. 12 жовтня 2000) — австрійський футболіст, нападник клубу «Вольфсберг» та молодіжної збірної Австрії.
Виступав також за клуби «Капфенберг» та «Сваровський Тироль».
Володар Кубка Австрії.

## Клубна кар'єра
Народився 12 жовтня 2000 року.
У дорослому футболі дебютував 2017 року виступами за команду «Капфенберг», у якій провів два сезони, взявши участь у 39 матчах чемпіонату. 
Протягом 2019—2020 років захищав кольори клубу «Юніорс».
Своєю грою за останню команду привернув увагу представників тренерського штабу клубу ЛАСК (Лінц), до складу якого приєднався 2019 року. Відіграв за команду з Лінца наступні два сезони своєї ігрової кар'єри.
У 2021 році орендований клубом «Сваровський Тироль», у складі якого провів наступний рік своєї кар'єри гравця.  Більшість часу, проведеного у складі «Сваровскі-Тіроля», був основним гравцем атакувальної ланки команди.
Протягом 2022 року знову захищав кольори клубу ЛАСК (Лінц).
З 2022 року знову, цього разу один сезон захищав кольори клубу «Сваровський Тироль» як орендований гравець.  Граючи у складі «Сваровскі-Тіроля», також здебільшого виходив на поле в основному складі команди.
До складу клубу «Вольфсберг» приєднався 2023 року. Станом на 9 травня 2025 року відіграв за команду з Вольфсберга 38 матчів у національному чемпіонаті.

## Виступи за збірну
Протягом 2019–2021 років залучався до складу молодіжної збірної Австрії. На молодіжному рівні зіграв у 4 офіційних матчах.

## Титули і досягнення
- Володар Кубка Австрії (1):

«Вольфсбергер»: 2024–2025